# Léon-Lévy Brunswick
Léon-Lévy Brunswick, eigentlich Léon Lévy, Pseudonym Léon Lhérie (* 20. April 1805 in Paris; † 29. Juli 1859 in Le Havre) war ein französischer Bühnenautor, Dramatiker und Librettist.

## Leben
Brunswick begann als Journalist, ehe er sich dem Theater zuwandte. Er schrieb einige Bühnenstücke gemeinsam mit Théophile Marion Dumersan, Jean-François Bayard, Émile Vanderburch und Arthur de Beauplan. Sein wichtigster Partner war aber Adolphe de Leuven, mit dem er besonders für Adolphe Adam Libretti verfasste, von denen Le brasseur de Preston, Le Roi d'Yvetot, besonders aber Der Postillon von Lonjumeau bekannt wurden.
Das Libretto zu Le brasseur de Preston diente Johann Nestroy als Vorlage für seine Posse Der Färber und sein Zwillingsbruder.

## Werke (Auswahl)
- mit Adolphe de Leuven: Le mariage au tambour. Comédie en trois actes, mêlée de chant. (= Théâtre français en prose. Serie 4, 8.) Velhagen & Klasing, Bielefeld 1855, OCLC 758710646.
- mit Adolphe de Leuven, Adolphe Adam, Carl Friedrich Wittmann: Der Postillon von Lonjumeau. Komische Oper in drei Aufzügen. (= Reclams Universal-Bibliothek, 2749.; Opernbücher in Reclams Universal-Bibliothek, 12.; Reclams Universal-Bibliothek/Opernbücher, 12.) Reclam, Leipzig um 1920, OCLC 174800475.